# Rychlik (Grande-Pologne)
Pour les articles homonymes, voir Rychlik.
Rychlik (prononciation : [ˈrɨxlik], en allemand : Karolina) est un  village polonais de la gmina de Trzcianka dans le powiat de Czarnków-Trzcianka de la voïvodie de Grande-Pologne dans le centre-ouest de la Pologne.

## Localisation
Il se situe à environ 9 kilomètres au sud-ouest de Trzcianka (siège de la gmina), à 18 kilomètres au nord-ouest de Czarnków (siège du powiat), et à 76 kilomètres au nord-ouest de Poznań (capitale de la Grande-Pologne).

## Histoire
De 1975 à 1998, le village faisait partie du territoire de la voïvodie de Piła.

Depuis 1999, Rychlik est situé dans la voïvodie de Grande-Pologne.